# Casti Connubii
Casti Connubii (hrv. "u braku krjepostan") je enciklika pape Pija XI. proglašena 31. prosinca 1930. godine. Govori o svetosti braka, zabranjuje katolicima korištenje bilo kojih umjetnih kontracepcijskih sredstava (kondoma, pilula, spirala i sl.) i protivi se pobačaju. 
Enciklika je nastala kao odgovor na promjene u društvu. U to vrijeme postojao je pokret kojeg je vodila Margaret Sanger. Pokret se zalagalao za mogućnost razvoda, promicao je kontracepciju i pobačaj. 
Papa Pio XI. u enciklici je naglasio da učenje Crkve promiče vrijednosti braka i života. Napomenuo je, da je glavni cilj braka rađanje i odgoj djece. Dopušten je spolni odnos u braku i u vrijeme kada žena ne može ostati trudna te kada je netko od bračnih partnera neplodan. Osudio je kontracepciju i sterilizaciju kao neprirodna sredstva i protivna dobrobiti braka i života. Kontracepcija i pobačaj se nazivaju smrtnim grijesima. Za djecu je napisao, da su Božji blagoslov i glavni blagoslov braka. Zadaća roditelja je dobar odgoj djece.

## Vanjske poveznice
- Enciklika Casti Connubii na engleskom jeziku